# Hüttenspitze
Die Hüttenspitze oder auch der Halltaler Zunterkopf ist ein dem Bettelwurfmassiv südlich vorgelagerter Berg im Karwendel im österreichischen Bundesland Tirol.

## Topographie
Die Hüttenspitze ist durch die 1760 m ü. A. hohe Wechselscharte vom Bettelwurfsüdgrat getrennt. Der Gipfel fällt gegen Norden mit der etwa 100 Meter hohen Winklerwand fast senkrecht zur Wechselscharte ab. Gegen Süden hin ist die Hüttenspitze nicht ganz so steil, aber auch hier dominiert vor allem im oberen Bereich steiles Schrofengelände, gegen Südwesten zu fällt der Berg mit der Bettelwurfwand ebenfalls steil zum Halltal hin ab.

## Wege
Der Normalweg führt von Süden über die Alpensöhnehütte teilweise über Schrofen in leichter Kletterei (I. Grad der UIAA-Skala) zum Gipfel. Dieser südexponierte Anstieg wird im Frühjahr meist sehr rasch schneefrei. Mühsam kann der Berg auch über die Wechselreise über die Wechselscharte und einen Steig, der von Osten zum Gipfel führt, erreicht werden.

## Hütten
Am Südwestabhang der Hüttenspitze befindet sich auf 1345 m ü. A. die Alpensöhnehütte, auch Winklerhütte genannt. Die Alpensöhne sind ein selbständiger, eingetragener Bergsteigerverein, der 1893 gegründet wurde. Die Hütte ist vom 1. Mai bis Ende Oktober an Sonn- und Feiertagen mit einfacher Ausschank für Gäste geöffnet. Die Hütte kann über einen Steig von Süden in einer bis eineinhalb Stunden Gehzeit erreicht werden. Eine weitere Zustiegsmöglichkeit bietet sich von der Wasserfassung im Halltal. Zuerst dem Anstieg zur Bettelwurfhütte folgend, zweigt der Weg nach wenigen Minuten rechts zur Alpensöhnehütte ab. Dieser Zustieg nimmt etwa 45 Minuten Gehzeit in Anspruch. 500 Meter südwestlich der Alpensöhnehütte befindet sich im Wald auf etwa 1220 m ü. A. die Halltaler Hütte der Alpinen Vereinigung Die Halltaler, diese Hütte ist aber für die Allgemeinheit nicht zugänglich.

## Geologie
In den höheren Bereichen besteht die Hüttenspitze aus Wettersteinkalk, ihm folgt nach unten ein Horizont aus Raibler Schichten, weiter talabwärts sind unter anderem Gesteine des Hauptdolomits aufgeschlossen. Was die Entstehung der Hüttenspitze betrifft, so hat sie der Geologe Otto Ampferer auf Bergzerreißung zurückgeführt, die er mit poetischen Worten beschreibt: hier ist ein gewaltiger Teil aus dem Leib des hohen Bettelwurfs gegen den Einschnitt des Halltales herausgerückt und nun durch die schroffe Wechselscharte vom Mutterleib abgetrennt worden.

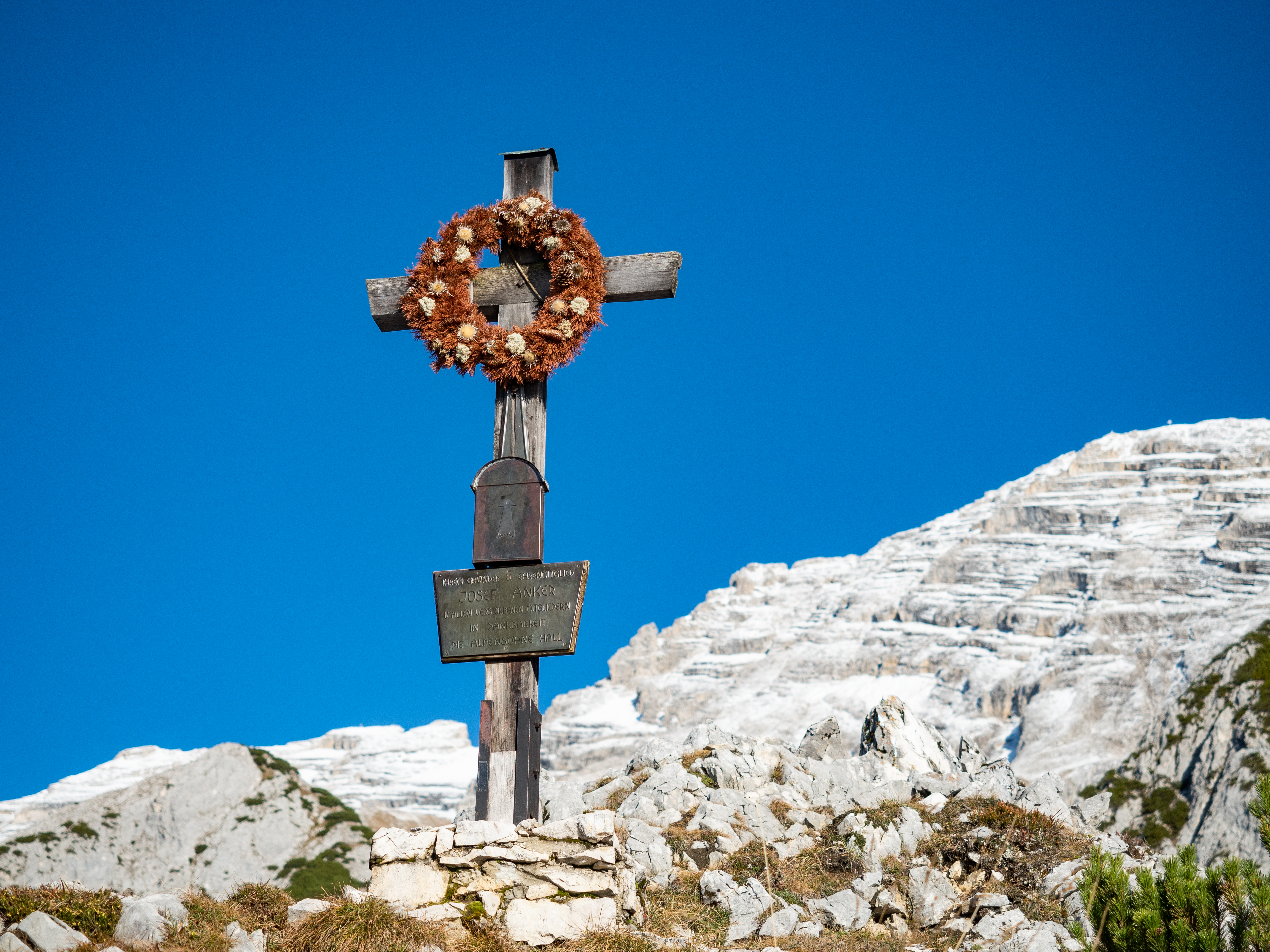
Gipfelkreuz auf der Hüttenspitze, im Hintergrund der Bettelwurf
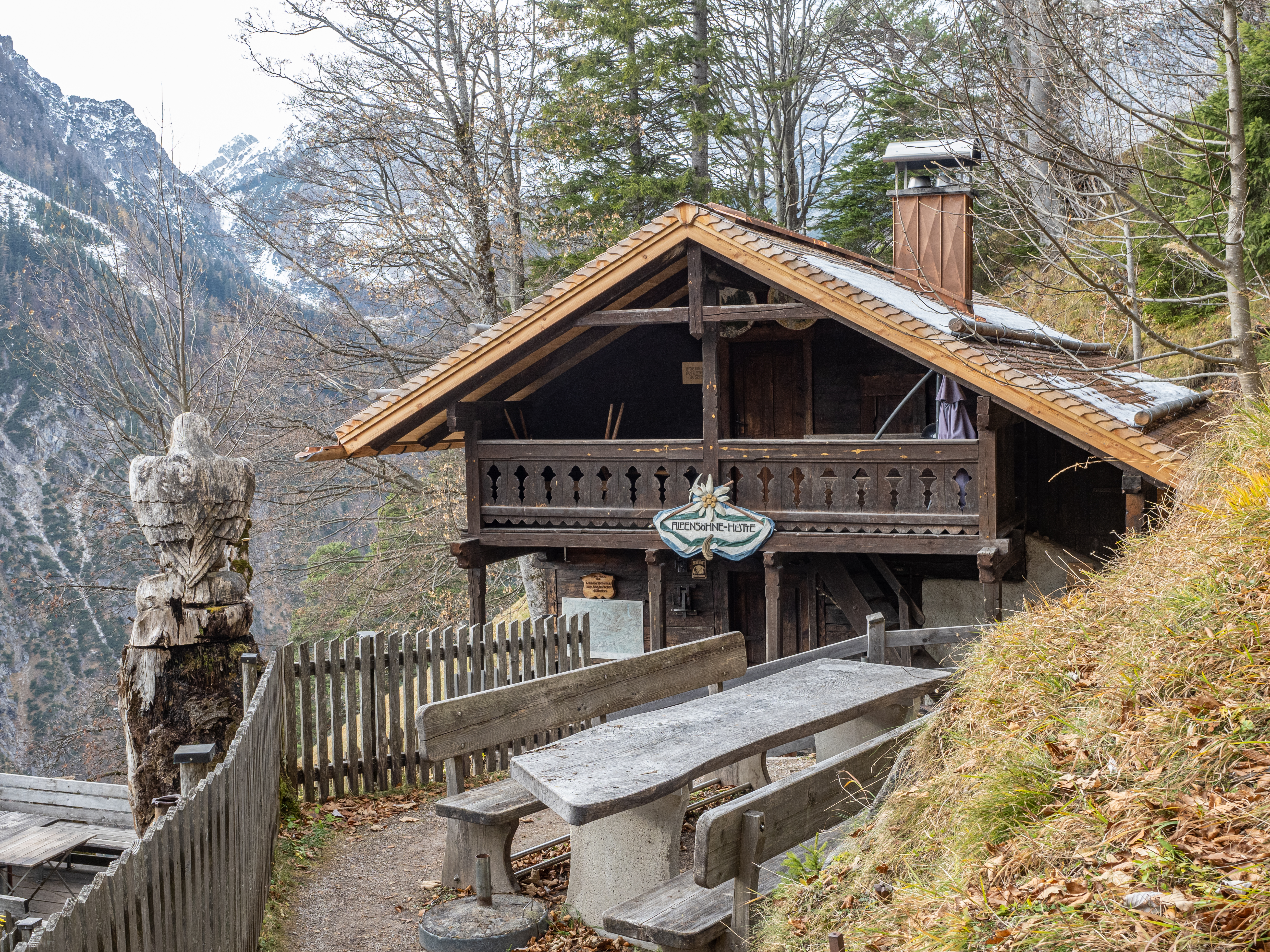
Die Alpensöhnehütte
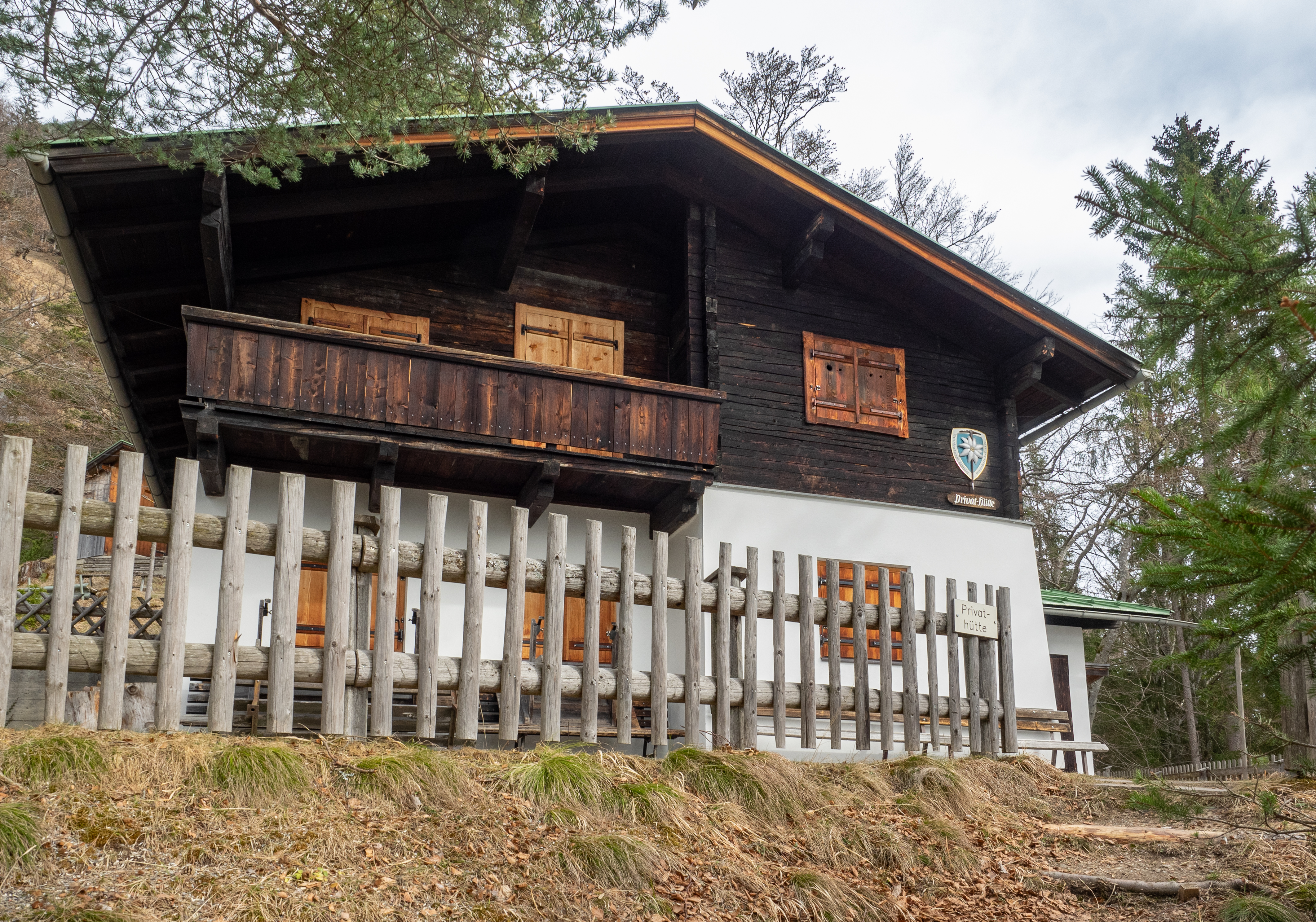
Die Halltaler Hütte